# Mount Sifton
Mount Sifton är ett berg i Kanada.   Det ligger i provinsen British Columbia, i den centrala delen av landet, 3 100 km väster om huvudstaden Ottawa. Toppen på Mount Sifton är 2 634 meter över havet.
Terrängen runt Mount Sifton är huvudsakligen bergig.Trakten runt Mount Sifton är nära nog obefolkad, med mindre än två invånare per kvadratkilometer.. 
Trakten runt Mount Sifton består i huvudsak av gräsmarker.